# 郑德先
郑德先（1945年6月—），男，江苏泗阳人，中国血液学家，中国医学科学院基础医学研究所教授，博士生导师。曾任中国免疫学会副理事长，中国医学科学院实验血液学国家重点实验室主任。